# Eduardo Víctor Haedo

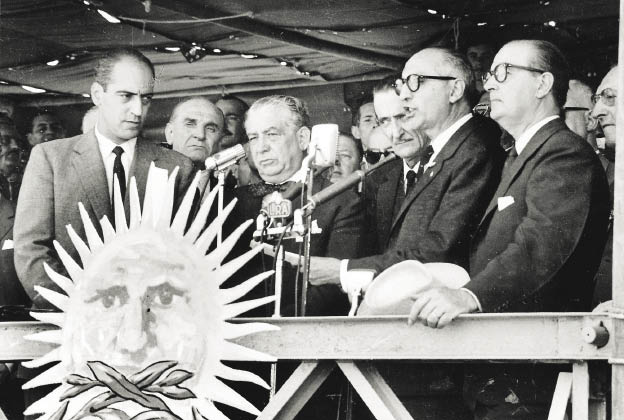
Eduardo Víctor Haedo (Mitte) mit dem Präsidenten von Argentinien Arturo Frondizi (2.v.r.) bei einem Staatsbesuch in Argentinien (25. Mai 1960)

Eduardo Víctor Haedo (* 28. Juli 1901 in Mercedes, Departamento Soriano; † 15. November 1970 in Punta del Este, Departamento Maldonado) war ein uruguayischer Journalist und Politiker der Nationalen Partei PN (Partido Nacional), der von 1959 bis 1963 Mitglied sowie 1961 und 1962 Präsident des Nationalen Regierungsrates (Consejo Nacional de Gobierno) war.

## Leben

### Abgeordneter, Minister und Senator

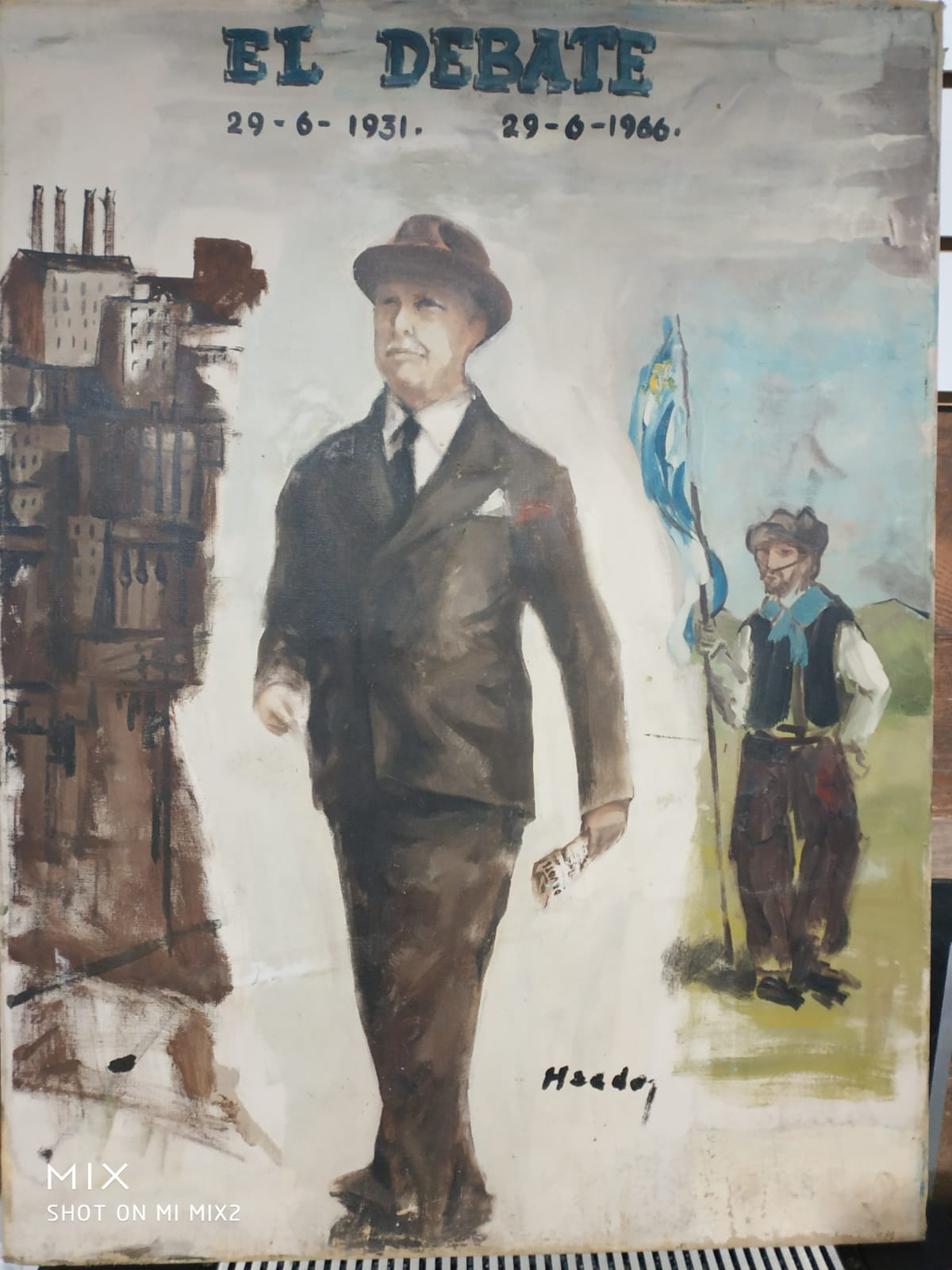
Luis Alberto de Herrera, Führer der Herrera-Faktion der Weißen Partei (Partido Blanco) (Zeichnung von Eduardo Víctor Haedo)

Eduardo Víctor Haedo, Sohn von María Haedo und Eleuterio Roubin, war als Journalist tätig. Am 15. Februar 1932 wurde er für die Weiße Partei (Partido Blanco), die heutige Nationale Partei PN (Partido Nacional), erstmals Mitglied der Abgeordnetenkammer (Cámara de Representantes) und vertrat in dieser bis zum 31. März 1933 sowie zwischen dem 28. Mai 1934 und dem 5. Oktober 1936 das Departamento Soriano. Die Diskussion des Frauenwahlrechtsprojekts in der Abgeordnetenkammer hatte im Oktober 1932 begonnen. Inmitten zunehmender Anschuldigungen und Widerlegungen darüber, wessen Partei das Privileg zusteht, das Frauenwahlrecht zu initiieren und zu unterstützen, erhob sich Haedo, um die von den Frauen geleistete Arbeit anzuerkennen, und lobte Paulina Luisi als die Vorläuferin des Wahlrechts. „Lassen Sie mich wiederholen, dass das Frauenwahlrecht keine Eroberung einer politischen Partei oder eines öffentlichen Mannes ist: Frauen haben es sich am Arbeitsplatz, in der Fabrik, an der Universität rechtmäßig verdient.“ In einem Augenblick löschte der Applaus des Publikums die engstirnigen politischen Bedenken der Abgeordneten aus.
Im Anschluss übernahm er 1936 in der Regierung von Staatspräsident Gabriel Terra als Nachfolger von Martín Etchegoyen den Posten als Minister für öffentlichen Unterricht und soziale Wohlfahrt (Ministro de Instrucción Pública y Previsión Social) und hatte diesen bis zu seiner Ablösung durch Luis Mattiauda 1938 inne. Als Minister gründete er 1937 die Zeitschrift Revista Nacional, um Literatur, Kunst und Wissenschaft Raum zu geben. Er hatte ferner die Internationalen Ferienkurse für den Kultur- und Bildungsaustausch (Cursos Internacionales de Vacaciones) in Lateinamerika ins Leben gerufen und förderte die Schaffung einer Freiluft-Schule (Escuela al aire libre) in jedem Departamento.
Nach seinem Ausscheiden aus der Regierung wurde er am 28. Juni 1938 als Ersatzvertreter erstmals Mitglied des Senats (Cámara de Senadores) und hatte diese Funktion bis zum 21. Februar 1942 inne. Anschließend wurde er am 2. März 1943 Senator und hatte dieses Amt mit kurzen Unterbrechungen bis zum 18. Februar 1959 inne. Zuvor hatte er für die Wahlen am 30. November 1958 einen Streit mit Luis Alberto de Herrera, Führer der Herrera-Faktion der Weißen Partei (Partido Blanco), beigelegt. Zudem erfolgte die Unterstützung durch die von Benito Nardone geführte Liga Federal de Acción Ruralista (LFAR), eine überparteiliche, jedoch konservativ geprägte sozialpolitische Organisation, der Persönlichkeiten wie Faustino Harrison, Domingo Bordaberry, Alberto Methol Ferré und Martín Ois angehörten und als linksgerichteter Lobbyismusverband der Kleinbauern (Botudos), landwirtschaftlichen Pächter und Landarbeiter diente. Unterdessen wurde die Rote Partei (Partido Colorado) durch den unnachgiebigen Streit zwischen den beiden großen Batllista-Faktionen – Liste 15 unter Führung von Luis Batlle Berres und Liste 14 unter Führung von César Batlle y Ordóñez und Lorenzo Batlle y Ordóñez, den Söhnen von José Batlle y Ordóñez - gespalten und ein großer Teil der einfachen Bevölkerung waren mit ihrer Fehde der Colorado-Partei unzufrieden. Mehr als 1 Million der damals 1,4 Millionen Wähler nahmen an den Wahlen vom 30. November 1958 teil. Die Ergebnisse waren ungefähr 500.000 Stimmen für Blanco-Faktionen, 379.000 Stimmen für Colorado-Fraktionen und 210.000 für kleinere Parteien. Unter der Blanco-Partei setzte sich die Herrera-Nardone-Haedo-Liste durch. Herrera starb am 8. April 1959, nur fünf Wochen nachdem die neue Regierung an die Macht gekommen war, und Nardone übernahm die Parteiführung der Blancos und versprach, die Wahlversprechen der Blancos zu erfüllen.

### Mitglied und Präsident des Nationalen Regierungsrates sowie Wiederwahl zum Senator

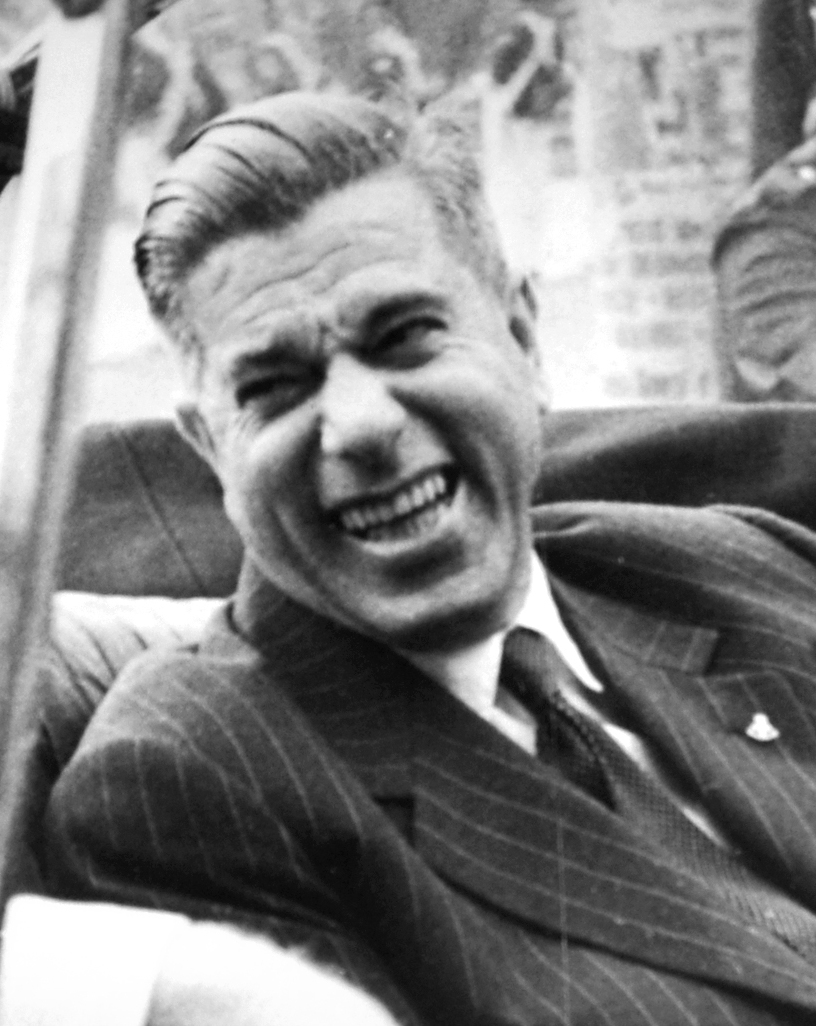
Für die Wahlen am 30. November 1958 schloss Hueda ein Bündnis mit Benito Nardone, dem Vorsitzenden der Liga Federal de Acción Ruralista.

Haedo legte sein am 18. Februar 1959 Senatsmandat nieder, um zum 1. März 1959 Mitglied des Nationalen Regierungsrates (Consejo Nacional de Gobierno) zu werden. Die Wahlen im November 1958 gewann somit der Partido Blanco. Der Nationale Regierungsrat (Consejo Nacional de Gobierno), der vom 1. März 1959 bis zum 1. März 1963 im Amt war, bestand aus sechs Mitgliedern der Partido Blanco (Martín Etchegoyen, Eduardo Víctor Haedo, Justo M. Alonso, Benito Nardone, Faustino Harrison und Pedro Zabalza Arrospide) sowie aus drei Mitgliedern des Partido Colorado, und zwar Ledo Arroyo Torres, Manuel Rodríguez Correa sowie César Batlle Pacheco. Der Consejo Nacional de Gobierno ernannte zudem ein aus neun Mitgliedern bestehendes Kabinett. Den Vorsitz über den Nationalen Regierungsrat übernahmen die Mitglieder der stärkeren Fraktion im Wechsel von jeweils einem Jahr.
Als Nachfolger von Benito Nardone wurde er am 1. März 1961 Präsident des Regierungsrates und bekleidete dieses Amt turnusmäßig für ein Jahr bis zum 1. März 1962, woraufhin Faustino Harrison seine Nachfolge antrat. Auf der Ebene der Innenpolitik ist die Präsidentschaft von  Haedo 1961 auch das Jahr des berühmten Artikels 383, der Politikern privilegierte Renten gewährt. Auf kontinentaler Ebene erfolgte die Ratifizierung des von Argentinien, Chile, Mexiko, Peru und Uruguay unterzeichneten Freihandelsabkommens von Montevideo am 3. Mai 1961 und das Treffen des Interamerikanischen Wirtschafts- und Sozialrates CIES (Consejo Interamericano Económico y Social) in Punta del Este am 5. August 1961 unter Beteiligung von Ernesto „Che“ Guevara, Leiter der kubanischen Delegation. Dieselbe Konferenz beschloss, am 17. August 1961 die sogenannte „Allianz für den Fortschritt“ (Alliance for Progress) zu gründen, ein Abkommen zur ökonomischen Zusammenarbeit zwischen Nord- und Südamerika, das 1961 vom damaligen US-Präsidenten John F. Kennedy initiiert wurde. Ziel der Vereinbarung war es, vor dem Hintergrund der Kubanischen Revolution eine Zusammenarbeit weiterer Länder Latein- und Südamerikas mit der Sowjetunion zu verhindern.
Das innenpolitische Panorama des Jahres 1962 ist geprägt von den Wahlalternativen. In der Nationalpartei macht sich das Zerbrechen zwischen der Herrerista-Faktion einerseits und dem Ruralismus von Benito Nardone andererseits immer deutlicher bemerkbar. Schließlich wurden zwei Wahlallianzen hervorgebracht: die Achse Echegoyen-Nardone und die sogenannte „Ubedoxia“, Produkt der Fusion der Demokratischen Weißen Union UBD (Unión Blanca Democrática) von 1958 mit dem „orthodoxen“ Herrerismo unter der Führung von Eduardo Víctor Haedo. In den Reihen der Colorado-Partei entstand eine neue Gruppierung: die Liste 99 (Lista 99), die die von der Liste 15 (Zelmar Michelini) abgespaltene Faktion und den alten sogenannten „Batllismo“ der Zeitung El Día (Renán Rodríguez) zusammenführte. Die Linke ihrerseits versuchte die Erfahrung der Volksfront (Frente popular) auf zwei verschiedene Arten: die Linke Befreiungsfront FIDEL (Frente Izquierda de Liberación), die von der Kommunistischen Partei PCU (Partido Comunista de Uruguay) gefördert wird, und die Volksunion UP (Unión Popular), die von einer Faktion der Sozialistischen Partei PSU (Partido Socialista del Uruguay) und der Gruppe von Enrique Erro, einem Herrerista-Dissidenten, gebildet wurde. Die Wahlen am 25. November 1962 ergaben folgendes Ergebnis: Nationale Partei, 545.029 Stimmen gegenüber Colorado-Partei, 521.231 Wählerstimmen. Die Linke (FIDEL und UP) erhielt insgesamt 67.927 Stimmen. Innerhalb der Nationalpartei hatte das von der UBD und dem orthodoxen Herrerismo gebildete Bündnis die die Mehrheit.
Haedo selbst wurde bei dieser Wahl für den Partido Blanco wieder zum Senator gewählt und gehörte dem Senat zwischen dem 5. März 1963 und dem 14. Februar 1967 an.

## Trivia
Haedo war auch als Maler tätig, dessen Gemälde im Museo Nacional de Artes Visuales ausgestellt sind und bei verschiedenen Auktionen verkauft wurden.

## Veröffentlichungen
- La caída de un régimen, 1936
- En defensa de la soberanía. Discursos pronunciados en la Cámara de Senadores de la República Oriental del Uruguay, durante el período 1942–1946, 1946
- Cincuentenario del Tratado de condominio de la Laguna Merin y del Río Yaguarón, celebrado entre la República O. del Uruguay y los Estados Unidos del Brasil, 1909, 1959
- Herrara, caudillo oriental, 1969

posthum
- El Uruguay y la política internacional del Río de la Plata, 1973

## Hintergrundliteratur
- Colección Eduardo Víctor Haedo, 1963
- Ramiro Podetti: La Azotea de Haedo. Artes, letras y política a lo largo de cincuenta años, 2001
- Beatriz Haedo de Llambí: Recuerdos de una vida, 2006